# Осада Сарагосы (653)
Осада Сарагосы — состоявшаяся в 653 году безуспешная осада войском мятежников во главе с герцогом Фройей принадлежавшего вестготскому королю Реккесвинту города Сарагоса.
Ещё во времена Римской империи Сарагоса (тогда — Цезаравгуста) была одним из крупнейших населённых пунктов Испании. Это был хорошо укреплённый город, административный центр одного из округов Тарраконской провинции. Такой статус Сарагоса сохранила и после завоевания Испании вестготами в последней трети V века. Как наиболее важный в стратегическом плане город северо-восточной части Вестготского королевства Сарагоса неоднократно была местом военных действий. Так, в 541 или 542 году она осаждалась франками, а в 631 году была целью похода франкских союзников поднявшего мятеж герцога (лат. dux) Сисенанда. В очередной раз Сарагоса подверглась нападению в 653 году во время мятежа Фройи.
В 649 году находившийся уже в очень преклонных летах король Хиндасвинт назначил соправителем и преемником своего сына Реккесвинта. Это вызвало недовольство части знати, выступавшей против наследственного способа передачи престола в государстве. К тому же Хиндасвинт проводил политику укрепления королевской власти, сопровождавшуюся казнями и конфискацией имущества её противников. Наиболее влиятельным представителем недовольных действиями вестготского монарха был Фройя, вероятно, имевший должность герцога Тарраконской провинции. Не сумев заставить короля изменить решение, Фройя и его сторонники в начале 650-х годов были вынуждены бежать во франкскую Аквитанию. Здесь они собрали войско из местных васконов, а также заключили союз с васконами, жившими к югу от Пиреннев. Летом 653 года Фройя во главе набранных в Аквитании воинов выступил в поход в Вестготское королевство и осадил Сарагосу. По одному мнению, он планировал отторгнуть от Вестготского королевства его северную часть и стать правителем этих земель. По другому мнению, Фройя намеревался овладеть властью над всем государством вестготов, а Сарагосу использовать как базу для подготовки к походу на Толедо. Одновременно его союзники васконы занялись разорением селений в долине реки Эбро.
Епископом Сарагосы тогда был Тайо. В письме к епископу Барселоны Квирику он сообщал, что мятежники установили полный контроль над окрестностями Сарагосы, что в течение многих дней он не имел возможности сделать что-либо для уменьшения страданий жителей и даже не мог покинуть город. Как-то раз Тайо даже посчитал, что его город вот-вот падёт, но затем сильная опасность миновала, и успокоенный епископ смог продолжить работу над своим трудом «Пять книг сентенций» (лат. «Sententarium libri quinque»). Как свидетель произошедших событий, епископ Сарагосы описывал чрезвычайную жестокость васконов к испанским христианам. Тайо сообщал о захваченных васконами тысячах пленных и огромной добыче, а также описывал жестокость горцев, оставлявших за собой усыпанные трупами селения и не имевших уважения ни к духовенству, ни к священным зданиям. По утверждению епископа Тайо, такие зверства язычников-васконов были вызваны их ненавистью к христианам вообще и к священнослужителям в особенности. Епископ Сарагосы также упоминал и о военных обычаях этого народа: в том числе о том, что наиболее распространённым вооружением среди васконов были мечи и различное метательное оружие.
Несмотря на то, что воины Фройи контролировали все окрестности Сарагосы, в течение нескольких месяцев они так и не смогли захватить город. Не известно, по какой причине это произошло. Возможно, армия Фройи не обладала осадными орудиями, чтобы овладеть построенными ещё при римлянах стенами. Также предполагается, что взятию Сарагосы помешала малочисленность находившегося при Фройе войска: в то время как он рассчитывал на присоединение отрядов своих союзников-васконов, те ограничились грабежом и захватом добычи в Тарраконской провинции, а с наступлением осенних холодов возвратились в свои селения к югу от Пиренеев.
Ничего не известно о реакции короля Хиндасвинта на вторжение Фроий. Возможно, только после его смерти 30 сентября или 1 октября 653 года новый вестготский монарх Реккесвинт принял меры для подавления восстания. Уже вскоре после вступления на престол он с войском прибыл к Сарагосе. Скорее всего, это произошло в ноябре. Хотя Фройя остался только с теми воинами, которых он набрал в Аквитании, он принял решение вступить в сражение с королевским войском. Возможно, он считал, что в случае его отступления от Сарагосы Реккесвинту удалось бы значительно укрепить свою власть. Предполагается, что битва между войсками Фройи и Реккесвинта произошла вблизи Сарагосы. Победу в ней одержала королевская армия. Множество сторонников Фройи погибли, а сам он был взят в плен и казнён. Только немногим из воинов Фройи удалось возвратиться в Аквитанию.

## Комментарии
1. ↑  В работах современных историков термин «dux» часто передаётся как «герцог». Однако наряду с другими раннесредневековыми должностями (например, должностью «comes», передающейся как «граф»), «перевод этих терминов весьма условный» и «очевидно, что dux VI в. значительно ближе к вождю, предводителю, чем к герцогу классического Средневековья»[1].
2. ↑  Скорее всего, восстание Фройи произошло в 653 году[2][3][5][7][8][9][10][11][12][13][14][15]. Однако есть и другие датировки этого события: 649 год[16], 651 год[17] и 652 год[18].